# Oskar Autio
Oskar Autio (* 6. Oktober 1999 in Espoo) ist ein finnischer Eishockeytorwart, der seit Februar 2024 bei den Starbulls Rosenheim aus der DEL2 unter Vertrag steht. Zuvor absolvierte Autio einige Spiele in der nordamerikanischen Minor League ECHL sowie der heimischen Liiga.

## Karriere
Der Finnlandschwede Autio stammt aus der zweisprachigen Stadt Espoo (schwedisch Esbo) in der Region Helsinki. Er durchlief bis zum Sommer 2017 die Nachwuchsabteilung der Espoo Blues, dem Eishockeyklub aus seiner Geburtsstadt. Dort spielte der Torwart zuletzt für die U20-Mannschaft in der Nuorten SM-liiga, nachdem er mit der U16 im Jahr 2015 die finnische Meisterschaft in dieser Altersklasse gewonnen und in den beiden folgenden Jahren mit der U18 die Vizemeisterschaft erreicht hatte. Zwischen der U16 und U18 kam der junge Schlussmann auch zu einigen Einsätzen in den finnischen Nachwuchsnationalteams. Ebenso gehörte er zum Aufgebot des U18-Teams bei der U18-Junioren-Weltmeisterschaft 2017, die mit dem Gewinn der Silbermedaille endete. Hinter Ukko-Pekka Luukkonen und Lassi Lehtinen blieb er als dritter Torwart aber ohne Einsatzzeiten. Kurz nach dem Beginn der Saison 2017/18 verließ Autio seinen Heimatverein und wechselte nach Nordamerika, wo er sich den Chicago Steel aus der Juniorenliga United States Hockey League (USHL) anschloss. Er übernahm dort den Posten des Stammtorhüters und fand sich am Saisonende im All-Rookie Team der Liga wieder.
Im Sommer 2018 entschied sich Autio ein Studium an der Pennsylvania State University zu beginnen. Parallel lief er für das Eishockeyteam der Universität auf, mit dem er in den folgenden vier Jahren als Mitglied der Big Ten Conference am Spielbetrieb der National Collegiate Athletic Association (NCAA) teilnahm. In den ersten beiden Jahren kam er hinter dem Deutsch-Amerikaner Peyton Jones nur sporadisch zu Einsätzen, erst in der Saison 2020/21 – als Jones die Universität verlassen hatte – mehrten sich die Einsatzminuten des Finnen. Nach vier Jahren an der Penn State wechselte Autio im Sommer 2022 an die University of Vermont, wo er eine weitere Saison im NCAA-Spielbetrieb – diesmal eingegliedert in die Hockey East – verbrachte. Gegen Ende der Saison 2022/23 kam der Torwart bei den Allen Americans und Wheeling Nailers, die ihn je einmal aufs Eis ließen, zu seinem Profidebüt in der ECHL.
Autio kehrte daraufhin zum Spieljahr 2023/24 in sein Heimatland zurück. Bis Februar 2024 kam er in der heimischen Liiga zu drei Spielen für TPS Turku sowie zwei weiteren Einsätzen für KooKoo, bevor er zu den Starbulls Rosenheim in die DEL2 wechselte. Dort erhielt er zunächst einen Vertrag bis zum Saisonende. Bereits im ersten Spiel für seinen neuen Klub konnte er mit einem Shutout auf sich aufmerksam machen. Nach dem erfolgreichen Klassenerhalt in den Playdowns wurde sein Vertrag um eine weitere Saison verlängert. In der Saison 2024/25 konnte Autio seine starken Leistungen bestätigen und verhalf den Starbulls zur direkten Playoff-Qualifikation, was ihm bereits im Dezember 2024 eine langfristige Vertragsverlängerung bis zum Sommer 2027 einbrachte. Am Ende der Spielzeit wurde er sowohl zum Spieler des Jahres als auch  Torwart des Jahres der DEL2 ausgezeichnet.

## Erfolge und Auszeichnungen
| - 2015 Finnischer U16-Meister mit den Espoo Blues - 2016 Finnischer U18-Vizemeister mit den Espoo Blues - 2017 Finnischer U18-Vizemeister mit den Espoo Blues - 2018 USHL All-Rookie Team | - 2021 B1G Sportsmanship Award - 2025 DEL2-Spieler des Jahres - 2025 DEL2-Torwart des Jahres - 2025 Höchste Fangquote der DEL2-Hauptrunde |

### International
- 2017 Silbermedaille bei der U18-Junioren-Weltmeisterschaft

## Karrierestatistik
Stand: Ende der Saison 2024/25

### International
Vertrat Finnland bei:
- U18-Junioren-Weltmeisterschaft 2017

(Legende zur Torhüterstatistik: GP oder Sp = Spiele insgesamt; W oder S = Siege; L oder N = Niederlagen; T oder U oder OT = Unentschieden oder Overtime- bzw. Shootout-Niederlage; Min. = Minuten; SOG oder SaT = Schüsse aufs Tor; GA oder GT = Gegentore; SO = Shutouts; GAA oder GTS = Gegentorschnitt; Sv% oder SVS% = Fangquote; EN = Empty Net Goal; 1 Play-downs/Relegation; Kursiv: Statistik nicht vollständig)